# نبرد آقایانی
نبرد آقایانی (انگلیسی: Battle of Aghaiani) در سال ۱۶۲۵ میلادی بین لشکریان پادشاهی کاختی و سپاه صفوی روی داد. در اوایل بهار ۱۶۲۵ شاه عباس یکم لشکری بزرگ به فرماندهی قرچغای خان به گرجستان فرستاد. مأموریت این لشکرکشی نابودی پادشاهی کاختی و کوچاندن بازماندگان به ایران بود. سپاه ایران در نزدیکی روستای آقایانی اردوگاهی برپا کرد و سردار قرچغای خان از بزرگان کاختی (تاوادی و ازنوری) به قصد جایزه دعوت کرد. اما با ورود به چادرها برای دریافت «هدایا» کشته شدند. پس از اعدام نزدیک به ۴۰۰ نفر، قصد واقعی ایرانیان فاش شد. نجیب‌زادگان کاختی بازمانده، از اردوگاه گریختند و شروع به تدارک شورش در کارتلی و کاختی علیه سپاه ایران شدند.